# Candia dei Colli Apuani
Il Candia dei Colli Apuani è una delle DOC che esiste nei comuni di Massa e Carrara, in Provincia di Massa-Carrara. Nella Provincia, esiste una seconda DOC, Colli di Luni, in compartecipazione con la Provincia della Spezia in Liguria.
Le viti sono coltivate sulle colline che si trovano ai piedi delle Alpi Apuane, verso sud, che guardano il mare e che ricevono quindi il sole anche per riflesso dallo specchio acquoso. Questa intensa illuminazione favorisce lo sviluppo della vite, e la perfetta maturazione dell'uva. 

## Le tipologie di vino prodotte

### Bianco amabile
Nella zona del candia, Massa-Carrara

#### Composizione
base Vermentino 70-80%, Albarola 10-20% e Malvasia    massimo 5%.

#### Abbinamenti
Si abbina con Torte di riso, crostate di frutta, castagnaccio, buccellato ed altri dolci del luogo.

### Bianco secco

#### Composizione
a base Vermentino 80%, Albarola 10%, Malvasia 5%, altri vitigni %5.

#### Abbinamenti
Questo vino si abbina a antipasti di mare, primi piatti di mare, tortine di verdure, Lardo di Colonnata, carni bianche.